# Svetovno prvenstvo v hokeju na ledu 2013 - elitna divizija
Turnir elitne divizije Svetovnega prvenstva v hokeju na ledu 2013 se je odvijal med 3. in 19. majem 2013 drugič zapored v Helsinkih, Finska, in v Stockholmu v Švedska. Zaključni del tekmovanja je potekal v Stockholmu. To je bilo 77. Svetovno prvenstvo v hokeju na ledu, ki ga je organizirala Mednarodna hokejska zveza. Devetič je naslov svetovnega prvaka osvojila švedska reprezentanca, srebrno medaljo švicarska, bron pa ameriška.

## Reprezentance
| Evropa - Avstrija^ - Belorusija* - Češka* - Danska* - Finska† - Francija* - Nemčija* - Latvija* | - Norveška* - Rusija* - Slovaška* - Slovenija^ - Švedska† - Švica* Severna Amerika - Kanada* - ZDA* |  |

* = kvalificiran skozi Svetovno prvenstvo v hokeju na ledu 2012 - elitna divizija
^ = kvalificiran skozi Svetovno prvenstvo v hokeju na ledu 2012 - Divizija I
† = kvalificiran kot gostitelj

## Sodniki
| Glavni sodniki - Matt Kirk - Derek Zalaski - Martin Fraňo - Antonín Jeřábek - Aleksi Rantala - Jyri Rönn - Lars Brüggemann - Daniel Piechaczek | Glavni sodniki - Vjačeslav Bulanov - Konstantin Olenin - Vladimír Baluška - Morgan Johansson - Marcus Vinnerborg - Brent Reiber - Ian Croft - Keith Kaval | Linijski sodniki - Ivan Dedjulja - Chris Carlson - Jesse Wilmot - Petr Blumel - Sakari Suominen - Pierre Dehaen - Sirko Hunnius - André Schrader | Linijski sodniki - Jon Killian - Sergej Šeljanin - Miroslav Valach - Jimmy Dahmen - Johannes Käck - Roger Arm - Jonathan Morisson - Christopher Woodworth |

## Nosilci in skupini
| Skipina S - Češka (3) - Švedska (4) - Kanada (5) - Norveška (8) - Švica (9) - Danska (12) - Belorusija (13) - Slovenija (18) | Skipina H - Rusija (1) - Finska (2) - Slovaška (6) - ZDA (7) - Nemčija (10) - Latvija (11) - Francija (14) - Avstrija (15) |

## Predtekmovanje

### Skupina H
| Reprezentanca | OT | Z | ZP | PP | P | DG | PG | GR  | Toč |
| ------------- | -- | - | -- | -- | - | -- | -- | --- | --- |
| Finska        | 7  | 4 | 2  | 0  | 1 | 23 | 14 | +9  | 16  |
| Rusija        | 7  | 5 | 0  | 0  | 2 | 29 | 14 | +15 | 15  |
| ZDA           | 7  | 5 | 0  | 0  | 2 | 24 | 16 | +8  | 15  |
| Slovaška      | 7  | 3 | 0  | 1  | 3 | 18 | 17 | +1  | 10  |
| Nemčija       | 7  | 2 | 1  | 1  | 3 | 13 | 16 | −3  | 9   |
| Latvija       | 7  | 2 | 0  | 1  | 4 | 14 | 25 | −11 | 7   |
| Francija      | 7  | 2 | 0  | 1  | 4 | 13 | 21 | −8  | 7   |
| Avstrija      | 7  | 1 | 1  | 0  | 5 | 18 | 29 | −11 | 5   |

| 3. maj 2013 | Francija | 2–6 | Slovaška | Hartwall Areena, Helsinki |

| Poročilo tekme | Poročilo tekme                                                                                    | Poročilo tekme  | Poročilo tekme | Poročilo tekme  |
| -------------- | ------------------------------------------------------------------------------------------------- | --------------- | --- | --------------- |
| Začetek: 16:15 | D. Raux (T. Bozon, C. Bertrand) (PP2) – 45:32 D. Fleury (P-É. Bellemare, S. Treille) (PP) – 51:58 | (0–1, 0–2, 2–3) | 08:28 – M. Miklík (T. Záborský) 25:27 – P. Ölvecký (M. Ďaloga) 28:34 – T. Záborský (R. Kukumberg) 43:50 – B. Radivojevič (T. Kopecký, M. Bližňák) (PP) 44:40 – M. Šatan (L. Hudáček, M. Jurčina) (PP) 58:57 – L. Hudáček (A. Sekera, R. Kukumberg) | Gledalci: 6,966 |

| 3. maj 2013 | Finska | 4–3 P | Nemčija | Hartwall Areena, Helsinki |

| Poročilo tekme | Poročilo tekme | Poročilo tekme          | Poročilo tekme                                                                                                | Poročilo tekme   |
| -------------- | --- | ----------------------- | --- | ---------------- |
| Začetek: 20:15 | P. Kontiola (J. Aaltonen, J. Pesonen) (PP) – 10:22 J. Pesonen (J. Hietanen, P. Kontiola) (PP) – 39:27 P. Kontiola (J. Pesonen) – 58:31 V-M. Savinainen (S. Salminen, T. Mäntylä) – 61:58 | (1–0, 1–1, 1–2) (P 1–0) | 30:21 – F. Schütz (M. Goc, A. Rankel) 42:34 – C. Ehrhoff (M. Goc) (PP) 56:55 – T. Ankert (M. Goc, P. Gogulla) | Gledalci: 12,115 |

| 4. maj 2013 | ZDA | 5–3 | Avstrija | Hartwall Areena, Helsinki |

| Poročilo tekme | Poročilo tekme | Poročilo tekme  | Poročilo tekme                                                                                                | Poročilo tekme  |
| -------------- | --- | --------------- | --- | --------------- |
| Začetek: 12:15 | D. Moss (J. Faulk, P. Stastny) (PP) – 10:02 E. Johnson (N. Bjugstad, D. Kristo) – 23:38 T. Stapleton (D. LeBlanc, J. Faulk) – 29:31 A. Palushaj (D. Kristo, N. Bjugstad) – 30:57 E. Johnson (PP) – 38:32 | (1–2, 4–1, 0–0) | 04:58 – M. Latusa (T. Hundertpfund) 05:38 – D. Welser (M. Iberer) 33:21 – D. Schuller (M. Peintner, R. Lukas) | Gledalci: 8,202 |

| 4. maj 2013 | Rusija | 6–0 | Latvija | Hartwall Areena, Helsinki |

| Poročilo tekme | Poročilo tekme | Poročilo tekme  | Poročilo tekme | Poročilo tekme  |
| -------------- | --- | --------------- | -------------- | --------------- |
| Začetek: 16:15 | J. Birjukov (S. Sojin, A. Svitov) – 13:03 J. Medvedjev (K. Petrov) – 28:44 A. Radulov (I. Kovalčuk, J. Birjukov) – 32:59 J. Rjasenski (A. Perežogin, A. Belov) – 38:55 I. Kovalčuk (A. Loktjonov) – 40:17 K. Petrov (A. Tereščenko, J. Medvedjev) (PP) – 44:11 | (1–0, 3–0, 2–0) |                | Gledalci: 5,293 |

| 4. maj 2013 | Finska | 2–0 | Slovaška | Hartwall Areena, Helsinki |

| Poročilo tekme | Poročilo tekme                                                    | Poročilo tekme  | Poročilo tekme | Poročilo tekme   |
| -------------- | ----------------------------------------------------------------- | --------------- | -------------- | ---------------- |
| Začetek: 20:15 | J. Aaltonen (P. Kontiola, S. Lepistö) – 11:28 P. Kontiola – 42:09 | (1–0, 0–0, 1–0) |                | Gledalci: 12,078 |

| 5. maj 2013 | Francija | 3–1 | Avstrija | Hartwall Areena, Helsinki |

| Poročilo tekme | Poročilo tekme                                                                                      | Poročilo tekme  | Poročilo tekme                               | Poročilo tekme  |
| -------------- | --------------------------------------------------------------------------------------------------- | --------------- | -------------------------------------------- | --------------- |
| Začetek: 12:15 | D. Fleury – 03:36 T. Da Costa (A. Roussel, B. Henderson) – 04:17 J. Desrosiers (L. Meunier) – 37:10 | (2–0, 1–0, 0–1) | 47:23 – T. Vanek (M. Peintner, T. Pöck) (EA) | Gledalci: 3,471 |

| 5. maj 2013 | Nemčija | 1–4 | Rusija | Hartwall Areena, Helsinki |

| Poročilo tekme | Poročilo tekme                              | Poročilo tekme  | Poročilo tekme | Poročilo tekme  |
| -------------- | ------------------------------------------- | --------------- | --- | --------------- |
| Začetek: 16:15 | J. Tripp (M. Wolf, C. Ehrhoff) (PP) – 45:03 | (0–0, 0–2, 1–2) | 23:20 – I. Kovalčuk (J. Medvedjev) 30:09 – I. Kovalčuk (A. Radulov) 58:20 – I. Kovalčuk (A. Radulov, J. Medvedjev) 59:39 – D. Kokarev (S. Sojin, A. Svitov) (ENG) | Gledalci: 3,705 |

| 5. maj 2013 | Latvija | 1–4 | ZDA | Hartwall Areena, Helsinki |

| Poročilo tekme | Poročilo tekme                            | Poročilo tekme  | Poročilo tekme | Poročilo tekme  |
| -------------- | ----------------------------------------- | --------------- | --- | --------------- |
| Začetek: 20:15 | A. Kulda (J. Sprukts, L. Dārziņš) – 21:11 | (0–0, 1–2, 0–2) | 22:11 – T. Stapleton (B. Butler) 24:21 – D. Moss (P. Stastny, J. Trouba) (PP) 50:55 – B. Butler (T. Stapleton, E. Johnson) (PP) 52:21 – M. Hunwick (P. Stastny, C. Smith) | Gledalci: 5,048 |

| 6. maj 2013 | Nemčija | 2–3 | Slovaška | Hartwall Areena, Helsinki |

| Poročilo tekme | Poročilo tekme                                                           | Poročilo tekme  | Poročilo tekme | Poročilo tekme  |
| -------------- | ------------------------------------------------------------------------ | --------------- | --- | --------------- |
| Začetek: 16:15 | M. Wolf (N. Goc, P. Gogulla) – 04:01 M. Kink (J. Tripp, B. Kohl) – 43:01 | (1–0, 0–1, 1–2) | 33:30 – M. Bližňák (M. Sersen) 45:41 – T. Záborský (V. Mihálik, R. Kukumberg) 52:46 – T. Záborský (J. Stümpel, R. Kukumberg) | Gledalci: 5,078 |

| 6. maj 2013 | Finska | 3–1 | Francija | Hartwall Areena, Helsinki |

| Poročilo tekme | Poročilo tekme | Poročilo tekme  | Poročilo tekme                                 | Poročilo tekme   |
| -------------- | --- | --------------- | ---------------------------------------------- | ---------------- |
| Začetek: 20:15 | J. Pesonen (J. Aaltonen, P. Kontiola) (PP) – 34:41 J. Aaltonen (P. Kontiola, J. Hietanen) – 35:19 V. Viitaluoma (O. Väänänen, A. Pihlström) – 48:36 | (0–0, 2–0, 1–1) | 40:43 – P-É. Bellemare (S. Treille, D. Fleury) | Gledalci: 12,158 |

| 7. maj 2013 | Avstrija | 6–3 | Latvija | Hartwall Areena, Helsinki |

| Poročilo tekme | Poročilo tekme | Poročilo tekme  | Poročilo tekme | Poročilo tekme  |
| -------------- | --- | --------------- | --- | --------------- |
| Začetek: 16:15 | F. Iberer (T. Hundertpfund) – 13:45 A. Lakos (M. Latusa, G. Baumgartner) (PP) – 17:09 T. Vanek – 23:05 M. Altmann (D. Welser, A. Kristler) – 26:58 M. Raffl (T. Hundertpfund) – 49:42 D. Oberkofler (T. Pöck, D. Schuller) – 56:50 | (2–1, 2–1, 2–1) | 03:52 – A. Bērziņš (R. Ķēniņš, G. Meija) 38:08 – A. Saviels (J. Andersons, M. Indrašis) 40:52 – L. Dārziņš (M. Cipulis) (PP) | Gledalci: 3,051 |

| 7. maj 2013 | Rusija | 5–3 | ZDA | Hartwall Areena, Helsinki |

| Poročilo tekme | Poročilo tekme | Poročilo tekme  | Poročilo tekme                                                                                    | Poročilo tekme  |
| -------------- | --- | --------------- | ------------------------------------------------------------------------------------------------- | --------------- |
| Začetek: 20:15 | A. Belov (D. Denisov, A. Anisimov) – 05:23 I. Kovalčuk (I. Nikulin, A. Radulov) – 14:04 A. Tereščenko (S. Mozjakin, K. Petrov) – 31:19 J. Medvedjev (S. Mozjakin, A. Tereščenko) – 53:35 A. Radulov (I. Kovalčuk) (PP) – 55:27 | (2–2, 1–1, 2–0) | 10:58 – P. Stastny (C. Smith) 13:28 – P. Stastny (J. Faulk) (PP) 27:09 – M. Hunwick (A. Palushaj) | Gledalci: 6,038 |

| 8. maj 2013 | Avstrija | 0–2 | Nemčija | Hartwall Areena, Helsinki |

| Poročilo tekme | Poročilo tekme | Poročilo tekme  | Poročilo tekme                                | Poročilo tekme  |
| -------------- | -------------- | --------------- | --------------------------------------------- | --------------- |
| Začetek: 16:15 |                | (0–0, 0–1, 0–1) | 37:00 – M. Kink 59:51 – M. Kink (AG, SH, ENG) | Gledalci: 6,820 |

| 8. maj 2013 | ZDA | 4–1 | Finska | Hartwall Areena, Helsinki |

| Poročilo tekme | Poročilo tekme | Poročilo tekme  | Poročilo tekme                                  | Poročilo tekme   |
| -------------- | --- | --------------- | ----------------------------------------------- | ---------------- |
| Začetek: 20:15 | C. Smith (D. Moss, C. Butler) – 17:36 C. Smith (P. Stastny, J. Faulk) (PP) – 43:22 S. Gionta (N. Thompson) – 51:29 C. Smith (P. Stastny, D. Moss) (ENG) – 59:18 | (1–1, 0–0, 3–0) | 05:53 – J. Koskiranta (J. Pesonen, J. Hietanen) | Gledalci: 12,484 |

| 9. maj 2013 | Rusija | 1–2 | Francija | Hartwall Areena, Helsinki |

| Poročilo tekme | Poročilo tekme                            | Poročilo tekme  | Poročilo tekme                                                          | Poročilo tekme  |
| -------------- | ----------------------------------------- | --------------- | ----------------------------------------------------------------------- | --------------- |
| Začetek: 16:15 | A. Perežogin (A. Popov, A. Belov) – 26:57 | (0–0, 1–2, 0–0) | 29:52 – D. Fleury (P-É. Bellemare, K. Hecquefeuille) 36:48 – A. Roussel | Gledalci: 3,173 |

| 9. maj 2013 | Slovaška | 3–5 | Latvija | Hartwall Areena, Helsinki |

| Poročilo tekme | Poročilo tekme | Poročilo tekme  | Poročilo tekme | Poročilo tekme  |
| -------------- | --- | --------------- | --- | --------------- |
| Začetek: 20:15 | T. Záborský (R. Kukumberg, M. Miklík) – 01:23 T. Surový (B. Mezei, M. Daňo) – 36:09 T. Surový (R. Vydarený, M. Jurčina) (PP) – 59:38 | (1–3, 1–1, 1–1) | 00:15 – M. Cipulis (J. Sprukts) 13:00 – L. Dārziņš (PS) 17:24 – Z. Girgensons (A. Kulda) (PP) 38:50 – L. Dārziņš 40:25 – L. Dārziņš | Gledalci: 3,124 |

| 10. maj 2013 | Slovaška | 1–2 KS | Avstrija | Hartwall Areena, Helsinki |

| Poročilo tekme | Poročilo tekme                                                                | Poročilo tekme                    | Poročilo tekme                                                             | Poročilo tekme  |
| -------------- | ----------------------------------------------------------------------------- | --------------------------------- | -------------------------------------------------------------------------- | --------------- |
| Začetek: 16:15 | T. Surový (M. Sersen, B. Radivojevič) – 09:00 M. Bližňák T. Záborský M. Šatan | (1–0, 0–1, 0–0) (P 0–0) (SO: 0–1) | 33:17 – G. Unterluggauer (G. Baumgartner, D. Oberkofler) M. Raffl T. Vanek | Gledalci: 8,449 |

| 10. maj 2013 | Rusija | 2–3 | Finska | Hartwall Areena, Helsinki |

| Poročilo tekme | Poročilo tekme                                                                             | Poročilo tekme  | Poročilo tekme | Poročilo tekme   |
| -------------- | ------------------------------------------------------------------------------------------ | --------------- | --- | ---------------- |
| Začetek: 20:15 | A. Radulov (I. Kovalčuk) (PP) – 23:37 I. Kovalčuk (A. Tereščenko, I. Nikulin) (EA) – 58:12 | (0–1, 1–2, 1–0) | 03:22 – P. Kontiola (J. Aaltonen, S. Lepistö) 27:21 – P. Kontiola (S. Lepistö) 36:00 – J. Aaltonen (J. Pesonen) (PP) | Gledalci: 12,383 |

| 11. maj 2013 | ZDA | 4–2 | Francija | Hartwall Areena, Helsinki |

| Poročilo tekme | Poročilo tekme | Poročilo tekme  | Poročilo tekme                                                                                 | Poročilo tekme  |
| -------------- | --- | --------------- | ---------------------------------------------------------------------------------------------- | --------------- |
| Začetek: 12:15 | S. Gionta (M. Carle) – 07:08 B. Butler (D. LeBlanc, T. Stapleton) – 17:17 P. Stastny (C. Smith, T. Stapleton) – 51:37 D. Moss (J. Faulk, J. McBain) (PP) – 53:23 | (2–0, 0–1, 2–1) | 28:24 – K. Hecquefeuille (P-É. Bellemare) (PP2) 58:30 – Y. Treille (J. Desrosiers, L. Meunier) | Gledalci: 7,458 |

| 11. maj 2013 | Finska | 7–2 | Avstrija | Hartwall Areena, Helsinki |

| Poročilo tekme | Poročilo tekme | Poročilo tekme  | Poročilo tekme                                                               | Poročilo tekme   |
| -------------- | --- | --------------- | ---------------------------------------------------------------------------- | ---------------- |
| Začetek: 16:15 | A. Pihlström (O. Väänänen, J. Jalasvaara) – 04:13 V-M. Savinainen (P. Kontiola, J. Aaltonen) – 08:18 P. Kontiola (S. Lepistö) (PP2) – 27:48 L. Korpikoski (J. Koskiranta, T. Laakso) (PP) – 49:46 N. Hagman (J-P. Hytönen, M. Anttila) (PP) – 50:22 J. Koskiranta (L. Korpikoski) – 55:23 V-M. Savinainen (P. Kontiola, J. Aaltonen) (PP) – 57:21 | (2–0, 1–0, 4–2) | 40:38 – R. Lukas (T. Vanek) (SH) 42:46 – R. Herburger (T. Hundertpfund) (SH) | Gledalci: 12,121 |

| 11. maj 2013 | Nemčija | 2–0 | Latvija | Hartwall Areena, Helsinki |

| Poročilo tekme | Poročilo tekme                                                               | Poročilo tekme  | Poročilo tekme | Poročilo tekme  |
| -------------- | ---------------------------------------------------------------------------- | --------------- | -------------- | --------------- |
| Začetek: 20:15 | C. Ulmann (P. Gogulla, M. Wolf) – 28:05 P. Hager (C. Erhoff, N. Goc) – 43:05 | (0–0, 1–0, 1–0) |                | Gledalci: 9,199 |

| 12. maj 2013 | ZDA | 3–0 | Nemčija | Hartwall Areena, Helsinki |

| Poročilo tekme | Poročilo tekme | Poročilo tekme  | Poročilo tekme | Poročilo tekme   |
| -------------- | --- | --------------- | -------------- | ---------------- |
| Začetek: 16:15 | B. Butler (J. Faulk, C. Smith) (PP) – 02:39 P. Stastny (E. Johnson) – 04:53 S. Gionta (N. Thompson, M. Hunwick) – 51:27 | (2–0, 0–0, 1–0) |                | Gledalci: 11,057 |

| 12. maj 2013 | Slovaška | 1–3 | Rusija | Hartwall Areena, Helsinki |

| Poročilo tekme | Poročilo tekme              | Poročilo tekme  | Poročilo tekme                                                                                            | Poročilo tekme  |
| -------------- | --------------------------- | --------------- | --- | --------------- |
| Začetek: 20:15 | B. Radivojevič (SH) – 39:44 | (0–0, 1–2, 0–1) | 25:36 – A. Radulov (J. Medvedjev) (PP) 31:44 – I. Kovalčuk (A. Radulov, A. Tereščenko) 44:48 – D. Denisov | Gledalci: 4,041 |

| 13. maj 2013 | Latvija | 3–1 | Francija | Hartwall Areena, Helsinki |

| Poročilo tekme | Poročilo tekme | Poročilo tekme  | Poročilo tekme                                       | Poročilo tekme  |
| -------------- | --- | --------------- | ---------------------------------------------------- | --------------- |
| Začetek: 16:15 | M. Cipulis (J. Sprukts, R. Freibergs) (PP) – 14:52 J. Sprukts (M. Cipulis) – 25:07 L. Dārziņš (J. Sprukts) – 56:24 | (1–0, 1–0, 1–1) | 43:27 – J. Desrosiers (Y. Treille, K. Hecquefeuille) | Gledalci: 2,204 |

| 13. maj 2013 | Avstrija | 4–8 | Rusija | Hartwall Areena, Helsinki |

| Poročilo tekme | Poročilo tekme | Poročilo tekme  | Poročilo tekme | Poročilo tekme  |
| -------------- | --- | --------------- | --- | --------------- |
| Začetek: 20:15 | M. Iberer (R. Lukas) – 08:53 T. Vanek (T. Pöck, M. Raffl) (PP) – 09:08 M. Raffl (T. Vanek, T. Hundertpfund) (PP) – 15:56 F. Iberer (G. Baumgartner, M. Altmann) – 27:51 | (3–3, 1–3, 0–2) | 01:25 – A. Perežogin (S. Mozjakin, A. Popov) 08:15 – I. Kovalčuk (A. Radulov) 18:32 – I. Nikulin (J. Medvedjev, I. Kovalčuk) (PP2) 24:50 – A. Radulov (I. Kovalčuk) (PP) 31:07 – S. Mozjakin (I. Nikulin, A. Popov) 37:19 – S. Sojin (D. Kokarev) (SH) 41:36 – N. Zajcev (K. Petrov) 49:38 – J. Kuznecov (K. Petrov, A. Belov) | Gledalci: 4,455 |

| 14. maj 2013 | Slovaška | 4–1 | ZDA | Hartwall Areena, Helsinki |

| Poročilo tekme | Poročilo tekme | Poročilo tekme  | Poročilo tekme               | Poročilo tekme  |
| -------------- | --- | --------------- | ---------------------------- | --------------- |
| Začetek: 12:15 | B. Radivojevič (T. Kopecký) – 00:15 M. Bartek (M. Šatan) – 03:44 R. Vydarený (T. Záborský, R. Kukumberg) (PP) – 30:48 M. Daňo (M. Šatan) (ENG) – 58:36 | (2–0, 1–1, 1–0) | 39:14 – D. Kristo (M. Carle) | Gledalci: 9,262 |

| 14. maj 2013 | Francija | 2–3 P | Nemčija | Hartwall Areena, Helsinki |

| Poročilo tekme | Poročilo tekme                                                       | Poročilo tekme          | Poročilo tekme                                                                                               | Poročilo tekme  |
| -------------- | -------------------------------------------------------------------- | ----------------------- | --- | --------------- |
| Začetek: 16:15 | J. Desrosiers (N. Besch, Y. Treille) (PP) – 01:42 A. Roussel – 34:57 | (1–1, 1–0, 0–1) (P 0–1) | 17:32 – C. Ehrhoff (C. Ullmann, T. Greilinger) (PP) 41:24 – M. Wolf (F. Hördler) 61:05 – C. Ehrhoff (M. Goc) | Gledalci: 5,062 |

| 14. maj 2013 | Latvija | 2–3 P | Finska | Hartwall Areena, Helsinki |

| Poročilo tekme | Poročilo tekme                                                                    | Poročilo tekme          | Poročilo tekme | Poročilo tekme   |
| -------------- | --------------------------------------------------------------------------------- | ----------------------- | --- | ---------------- |
| Začetek: 20:15 | G. Meija (A. Džeriņš, K. Jass) – 08:19 R. Jekimovs (G. Meija, A. Džeriņš) – 56:13 | (1–1, 0–1, 1–0) (P 0–1) | 09:18 – S. Salminen (L. Korpikoski, T. Mäntylä) 30:25 – M. Granlund (S. Salminen, T. Laakso) 63:46 – A. Pihlström (V-M. Savinainen, T. Mäntylä) | Gledalci: 12,289 |

### Skupina S
| Reprezentanca | OT | Z | ZP | PP | P | DG | PG | GR  | Toč |
| ------------- | -- | - | -- | -- | - | -- | -- | --- | --- |
| Švica         | 7  | 6 | 1  | 0  | 0 | 29 | 10 | +19 | 20  |
| Kanada        | 7  | 5 | 1  | 1  | 0 | 25 | 10 | +15 | 18  |
| Švedska       | 7  | 5 | 0  | 0  | 2 | 17 | 11 | +6  | 15  |
| Češka         | 7  | 3 | 1  | 0  | 3 | 19 | 12 | +7  | 11  |
| Norveška      | 7  | 3 | 0  | 0  | 4 | 12 | 26 | −14 | 9   |
| Danska        | 7  | 1 | 1  | 1  | 4 | 13 | 20 | −7  | 6   |
| Belorusija    | 7  | 1 | 0  | 0  | 6 | 10 | 21 | −11 | 3   |
| Slovenija     | 7  | 0 | 0  | 2  | 5 | 12 | 27 | −15 | 2   |

| 3. maj 2013 | Češka | 2–0 | Belorusija | Ericsson Globe, Stockholm |

| Poročilo tekme | Poročilo tekme                                                                                | Poročilo tekme  | Poročilo tekme | Poročilo tekme  |
| -------------- | --------------------------------------------------------------------------------------------- | --------------- | -------------- | --------------- |
| Začetek: 16:15 | J. Voráček (R. Vrbata, Z. Michálek) (PP2) – 11:03 R. Vrbata (M. Hanzal, L. Šmíd) (PP) – 49:57 | (1–0, 0–0, 1–0) |                | Gledalci: 5,127 |

| 3. maj 2013 | Švedska | 2–3 | Švica | Ericsson Globe, Stockholm |

| Poročilo tekme | Poročilo tekme                                                                               | Poročilo tekme  | Poročilo tekme                                                                                     | Poročilo tekme   |
| -------------- | -------------------------------------------------------------------------------------------- | --------------- | -------------------------------------------------------------------------------------------------- | ---------------- |
| Začetek: 20:15 | J. Fransson (N. Danielsson, L. Eriksson) (PP2) – 38:10 S. Hjalmarsson (H. Tallinder) – 59:38 | (0–0, 1–2, 1–1) | 22:52 – M. Bieber (J. Walker, E. Blum) 28:17 – N. Niederreiter (M. Plüss) 59:27 – R. Gardner (ENG) | Gledalci: 12,500 |

| 4. maj 2013 | Norveška | 3–1 | Slovenija | Ericsson Globe, Stockholm |

| Poročilo tekme | Poročilo tekme | Poročilo tekme  | Poročilo tekme               | Poročilo tekme  |
| -------------- | --- | --------------- | ---------------------------- | --------------- |
| Začetek: 12:15 | A. Bastiansen (K A. Olimb) – 01:02 A. Bastiansen (M. Olimb, K A. Olimb) – 14:03 M. Hansen (K. Forsberg) (ENG) – 59:55 | (2–1, 0–0, 1–0) | 19:43 – Ž. Jeglič (R. Tičar) | Gledalci: 3,832 |

| 4. maj 2013 | Kanada | 3–1 | Danska | Ericsson Globe, Stockholm |

| Poročilo tekme | Poročilo tekme                                                                                              | Poročilo tekme  | Poročilo tekme                               | Poročilo tekme  |
| -------------- | --- | --------------- | -------------------------------------------- | --------------- |
| Začetek: 16:15 | M. Duchene (J. Eberle) – 30:15 S. Stamkos (E. Staal, C. Giroux) (PP) – 31:38 M. Duchene (J. Eberle) – 47:03 | (0–1, 2–0, 1–0) | 04:50 – M. Green (K. Staal, D. Nielsen) (PP) | Gledalci: 5,577 |

| 4. maj 2013 | Češka | 1–2 | Švedska | Ericsson Globe, Stockholm |

| Poročilo tekme | Poročilo tekme                                | Poročilo tekme  | Poročilo tekme                                                                                     | Poročilo tekme   |
| -------------- | --------------------------------------------- | --------------- | -------------------------------------------------------------------------------------------------- | ---------------- |
| Začetek: 20:15 | J. Hudler (J. Voráček, J.Tlustý) (PP) – 32:40 | (0–1, 1–1, 0–0) | 10:14 – J. Ericsson (M. Thörnberg, C. Jarnkrok) 23:28 – H. Tallinder (J. Lundqvist, E. Gustafsson) | Gledalci: 12,500 |

| 5. maj 2013 | Belorusija | 4–3 | Slovenija | Ericsson Globe, Stockholm |

| Poročilo tekme | Poročilo tekme | Poročilo tekme  | Poročilo tekme | Poročilo tekme  |
| -------------- | --- | --------------- | --- | --------------- |
| Začetek: 12:15 | I. Kaznadej (A. Kitarov, A. Kulakov) – 17:19 A. Kitarov (D. Meleško) – 29:44 A. Filičkin (A. Stas) (PP) – 43:57 A. Ugarov (I. Kaznadej, J. Koviršin) – 55:19 | (1–1, 1–0, 2–2) | 13:28 – T. Razingar (R. Pajič, G. Kopitar) 41:06 – M. Rodman (D. Rodman) 54:52 – R. Sabolič (Ž. Jeglič, R. Tičar) (PP) | Gledalci: 1,411 |

| 5. maj 2013 | Švica | 3–2 KS | Kanada | Ericsson Globe, Stockholm |

| Poročilo tekme | Poročilo tekme | Poročilo tekme                    | Poročilo tekme | Poročilo tekme  |
| -------------- | --- | --------------------------------- | --- | --------------- |
| Začetek: 16:15 | D. Hollenstein (J. Walker, M. Trachsler) – 13:11 N. Niederreiter – 53:14 N. Niederreiter R. Suri R. Gardner M. Plüss A. Ambühl D. Hollenstein S. Bodenmann R. Suri | (1–0, 0–1, 1–1) (P 0–0) (SO: 1–0) | 34:33 – A. Ladd (L. Schenn, S. Stamkos) 47:35 – M. Read (J. Eberle) J. Eberle C. Giroux M. Duchene S. Stamkos M. Duchene J. Eberle M. Read M. Duchene | Gledalci: 6,107 |

| 5. maj 2013 | Norveška | 3–2 | Danska | Ericsson Globe, Stockholm |

| Poročilo tekme | Poročilo tekme                                                                                                   | Poročilo tekme  | Poročilo tekme                                                                                 | Poročilo tekme  |
| -------------- | --- | --------------- | ---------------------------------------------------------------------------------------------- | --------------- |
| Začetek: 20:15 | M. Trygg (M. Olimb) – 01:03 A. Bastiansen (M. Ask, A. Bonsaksen) (EA) – 37:05 P. Thoresen (P-Å. Skrøder) – 57:28 | (1–0, 1–0, 1–2) | 45:09 – S. Lassen (Mi. Bødker, M. Christensen) 49:58 – Ma. Bødker (Mi. Bødker, M. Christensen) | Gledalci: 3,754 |

| 6. maj 2013 | Švica | 5–2 | Češka | Ericsson Globe, Stockholm |

| Poročilo tekme | Poročilo tekme | Poročilo tekme  | Poročilo tekme                                                             | Poročilo tekme  |
| -------------- | --- | --------------- | -------------------------------------------------------------------------- | --------------- |
| Začetek: 16:15 | A. Ambuhl (R. Gardner, R. Josi) (PP) – 17:56 N. Niederreiter (S. Moser, M. Pluss) – 26:36 S. Moser (M. Pluss) – 45:47 S. Bodenmann (D. Hollenstein, L. Cunti) – 53:22 R. Suri (J. Walker, J. Vauclair) (ENG) – 59:21 | (1–0, 1–2, 3–0) | 33:02 – J. Hudler (J. Tlustý, J. Voráček) (PP) 39:12 – J. Hudler (Z. Irgl) | Gledalci: 3,537 |

| 6. maj 2013 | Švedska | 2–1 | Belorusija | Ericsson Globe, Stockholm |

| Poročilo tekme | Poročilo tekme                                                         | Poročilo tekme  | Poročilo tekme                 | Poročilo tekme   |
| -------------- | ---------------------------------------------------------------------- | --------------- | ------------------------------ | ---------------- |
| Začetek: 20:15 | O. Lindberg (S. Kronwall) – 25:40 F. Pettersson (J. Lundqvist) – 51:36 | (0–1, 1–0, 1–0) | 17:34 – K. Kolcov (O. Goroško) | Gledalci: 10,473 |

| 7. maj 2013 | Slovenija | 2–3 P | Danska | Ericsson Globe, Stockholm |

| Poročilo tekme | Poročilo tekme                                                                       | Poročilo tekme          | Poročilo tekme | Poročilo tekme  |
| -------------- | ------------------------------------------------------------------------------------ | ----------------------- | --- | --------------- |
| Začetek: 16:15 | R. Tičar (B. Gregorc, M. Robar) – 06:11 R. Tičar (M. Robar, B. Gregorc) (PP) – 34:41 | (1–0, 1–1, 0–1) (P 0–1) | 23:34 – K. Staal (M. Lauridsen, M. Madsen) 45:58 – M. Madsen (K. Staal, J. Jensen) (PP) 61:53 – M. Green (P. Larsen) | Gledalci: 1,051 |

| 7. maj 2013 | Kanada | 7–1 | Norveška | Ericsson Globe, Stockholm |

| Poročilo tekme | Poročilo tekme | Poročilo tekme  | Poročilo tekme                               | Poročilo tekme  |
| -------------- | --- | --------------- | -------------------------------------------- | --------------- |
| Začetek: 20:15 | A. Ladd (S. Stamkos) – 04:45 J. Skinner (S. Stamkos) – 13:07 M. Duchene (J. Eberle, S. Robidas) – 16:57 C. Giroux (J. Schultz, S. Stamkos) (PP) – 18:04 T. Hall (J. Eberle) – 22:28 S. Stamkos (C. Giroux, T. J. Brodie) – 44:32 T. Hall (M. Duchene, R. O'Reilly) – 52:35 | (4–0, 1–1, 2–0) | 30:24 – K A. Olimb (A. Bastiansen, M. Olimb) | Gledalci: 3,678 |

| 8. maj 2013 | Slovenija | 1–7 | Švica | Ericsson Globe, Stockholm |

| Poročilo tekme | Poročilo tekme                           | Poročilo tekme  | Poročilo tekme | Poročilo tekme  |
| -------------- | ---------------------------------------- | --------------- | --- | --------------- |
| Začetek: 16:15 | R. Pajič (Ž. Pavlin, K. Pretnar) – 06:13 | (1–3, 0–3, 0–1) | 14:59 – S. Bodenmann (L. Cunti, D. Hollenstein) 17:39 – L. Cunti (S. Bodenmann, D. Hollenstein) (PP) 19:23 – D. Hollenstein (S. Bodenmann, L. Cunti) (PP) 31:20 – D. Hollenstein (J. Vauclair, J. Walker) 35:02 – S. Moser (M. Plüss, N. Niederreiter) (PP) 39:53 – A. Ambühl (R. Suri) 44:05 – R. Suri (A. Ambühl, R. Gardner) | Gledalci: 2,132 |

| 8. maj 2013 | Norveška | 1–5 | Švedska | Ericsson Globe, Stockholm |

| Poročilo tekme | Poročilo tekme    | Poročilo tekme  | Poročilo tekme | Poročilo tekme   |
| -------------- | ----------------- | --------------- | --- | ---------------- |
| Začetek: 20:15 | M. Holtet – 31:53 | (0–2, 1–0, 0–3) | 09:26 – G. Landeskog (D. Axelsson, J. Fransson) 14:00 – L. Eriksson (N. Persson, D. Axelsson) 44:11 – A. Jämtin (J. Fransson) 44:59 – E. Fälth (D. Axelsson, N. Persson) 56:33 – G. Landeskog (S. Hjalmarsson, L. Eriksson) (ENG) | Gledalci: 12,293 |

| 9. maj 2013 | Češka | 2–1 KS | Danska | Ericsson Globe, Stockholm |

| Poročilo tekme | Poročilo tekme                                                                                   | Poročilo tekme                    | Poročilo tekme                                                                            | Poročilo tekme  |
| -------------- | ------------------------------------------------------------------------------------------------ | --------------------------------- | ----------------------------------------------------------------------------------------- | --------------- |
| Začetek: 16:15 | Z. Michálek (P. Hubáček, L. Šmíd) – 45:53 J. Kovář R. Vrbata J. Hudler J. Hudler Z. Irgl Z. Irgl | (0–0, 0–0, 1–1) (P 0–0) (SO: 1–0) | 55:55 – M. Poulsen (K. Staal) M. Bødker K. Staal M. Green M. Bødker M. Madsen J. Jakobsen | Gledalci: 3,359 |

| 9. maj 2013 | Švedska | 0–3 | Kanada | Ericsson Globe, Stockholm |

| Poročilo tekme | Poročilo tekme | Poročilo tekme  | Poročilo tekme | Poročilo tekme   |
| -------------- | -------------- | --------------- | --- | ---------------- |
| Začetek: 20:15 |                | (0–1, 0–2, 0–0) | 08:56 – S. Stamkos (B. Campbell, J. Schultz) (PP) 20:55 – L. Schenn (M. Read, E. Staal) 33:00 – J. Staal (R. O'Reilly, M. Read) | Gledalci: 12,500 |

| 10. maj 2013 | Slovenija | 2–4 | Češka | Ericsson Globe, Stockholm |

| Poročilo tekme | Poročilo tekme                                                               | Poročilo tekme  | Poročilo tekme | Poročilo tekme  |
| -------------- | ---------------------------------------------------------------------------- | --------------- | --- | --------------- |
| Začetek: 16:15 | R. Sabolič (R. Tičar, B. Gregorc) (PP) – 06:21 R. Tičar (R. Sabolič) – 11:47 | (2–2, 0–0, 0–2) | 05:39 – P. Koukal (SH) 19:17 – J. Hudler (J. Nakládal, J. Voráček) (PP) 45:58 – Z. Michálek (J. Voráček) (PP) 55:55 – J. Novotný (P. Hubáček, P. Čáslava) (PP) | Gledalci: 1,949 |

| 10. maj 2013 | Belorusija | 1–4 | Kanada | Ericsson Globe, Stockholm |

| Poročilo tekme | Poročilo tekme                   | Poročilo tekme  | Poročilo tekme | Poročilo tekme  |
| -------------- | -------------------------------- | --------------- | --- | --------------- |
| Začetek: 20:15 | A. Jefimenko (A. Demkov) – 55:58 | (0–2, 0–1, 1–1) | 11:17 – R. O'Reilly (J. Skinner, J. Staal) 16:59 – A. Ladd (C. Giroux, J. Schultz) (PP) 25:27 – S. Stamkos (C. Giroux, J. Schultz) (PP) 42:35– C. Giroux (S. Stamkos, A. Ladd) (PP) | Gledalci: 4,927 |

| 11. maj 2013 | Švica | 4–1 | Danska | Ericsson Globe, Stockholm |

| Poročilo tekme | Poročilo tekme | Poročilo tekme  | Poročilo tekme                | Poročilo tekme  |
| -------------- | --- | --------------- | ----------------------------- | --------------- |
| Začetek: 12:15 | L. Cunti (S. Bodenmann, D. Hollenstein) (PP) – 01:55 R. Gardner (P. von Gunten, R. Josi) (PP) – 31:02 R. Suri (R. Josi, A. Ambühl) – 43:47 N. Niederreiter (J. Vauclair, M. Seger) (PP) – 54:34 | (1–0, 1–1, 2–0) | 33:54 – N. Jensen (S. Lassen) | Gledalci: 3,543 |

| 11. maj 2013 | Švedska | 2–0 | Slovenija | Ericsson Globe, Stockholm |

| Poročilo tekme | Poročilo tekme                                                                                           | Poročilo tekme  | Poročilo tekme | Poročilo tekme   |
| -------------- | --- | --------------- | -------------- | ---------------- |
| Začetek: 16:15 | G. Landeskog (J. Fransson, P. Granberg) – 25:50 F. Pettersson (S. Hjalmarsson, J. Fransson) (PP) – 42:51 | (0–0, 1–0, 1–0) |                | Gledalci: 12,500 |

| 11. maj 2013 | Norveška | 3–1 | Belorusija | Ericsson Globe, Stockholm |

| Poročilo tekme | Poročilo tekme | Poročilo tekme  | Poročilo tekme                    | Poročilo tekme  |
| -------------- | --- | --------------- | --------------------------------- | --------------- |
| Začetek: 20:15 | P-A Skrøder (M. Røymark, K. Forsberg) – 03:55 P-A Skrøder (M. Trygg, P. Thoresen) – 25:58 A. Bastiansen (K A. Olimb) (PP) – 54:18 | (1–0, 1–0, 1–1) | 58:27 – A. Kulakov (J. Solomonov) | Gledalci: 3,115 |

| 12. maj 2013 | Kanada | 2–1 | Češka | Ericsson Globe, Stockholm |

| Poročilo tekme | Poročilo tekme                                                                | Poročilo tekme  | Poročilo tekme                          | Poročilo tekme  |
| -------------- | ----------------------------------------------------------------------------- | --------------- | --------------------------------------- | --------------- |
| Začetek: 16:15 | W. Simmonds (E. Staal, S. Robinas) (PP) – 11:01 J. Skinner (M. Smith) – 46:55 | (1–1, 0–0, 1–0) | 17:03 – P. Koukal (M. Hanzal, J. Hejda) | Gledalci: 6,117 |

| 12. maj 2013 | Norveška | 1–3 | Švica | Ericsson Globe, Stockholm |

| Poročilo tekme | Poročilo tekme                         | Poročilo tekme  | Poročilo tekme | Poročilo tekme  |
| -------------- | -------------------------------------- | --------------- | --- | --------------- |
| Začetek: 20:15 | O-K. Tollefsen (M. Trygg) (PP) – 44:14 | (0–2, 0–1, 1–0) | 06:05 – S. Moser (M. Plüss, M. Seger) 15:33 – R. Josi (A. Ambühl, R. Suri) (SH) 39:35 – P. von Gunten (A. Ambühl, R. Josi) (PP) | Gledalci: 3,226 |

| 13. maj 2013 | Danska | 3–2 | Belorusija | Ericsson Globe, Stockholm |

| Poročilo tekme | Poročilo tekme | Poročilo tekme  | Poročilo tekme                                                            | Poročilo tekme |
| -------------- | --- | --------------- | ------------------------------------------------------------------------- | -------------- |
| Začetek: 16:15 | P. Larsen (K. Staal, N. Hardt) – 06:31 N. Jensen (Mi. Bødker, S. Lassen) – 14:57 M. Green (N. Hardt) (SH) – 27:03 | (2–0, 1–2, 0–0) | 32:10 – K. Kolcov (O. Goroško) 36:36 – R. Graborenko (A. Stas, A. Ugarov) | Gledalci: 537  |

| 13. maj 2013 | Kanada | 4–3 P | Slovenija | Ericsson Globe, Stockholm |

| Poročilo tekme | Poročilo tekme | Poročilo tekme          | Poročilo tekme                                                                                     | Poročilo tekme  |
| -------------- | --- | ----------------------- | -------------------------------------------------------------------------------------------------- | --------------- |
| Začetek: 20:15 | M. Duchene (J. Harrison, J. Staal) – 22:01 S. Stamkos (J. Staal) – 22:51 B. Dillon (T. Hall, J. Skinner) – 47:09 S. Stamkos (D. Hamhuis, B. Campbell) – 63:36 | (0–2, 2–1, 1–0) (P 1–0) | 05:53 – J. Urbas (D. Rodman) 08:36 – J. Urbas (D. Rodman) 27:17 – T. Razingar (L. Tošič, R. Pajič) | Gledalci: 2,184 |

| 14. maj 2013 | Belorusija | 1–4 | Švica | Ericsson Globe, Stockholm |

| Poročilo tekme | Poročilo tekme                                    | Poročilo tekme  | Poročilo tekme                                                                                                   | Poročilo tekme  |
| -------------- | ------------------------------------------------- | --------------- | --- | --------------- |
| Začetek: 12:15 | Y. Koviršin (V. Andrjušenko, I. Šinkevič) – 41:35 | (0–1, 0–0, 1–3) | 01:13 – R. Josi 50:59 – M. Bieber (R. Josi, R. Berra) (PP) 54:00 – J. Walker (M. Bieber) 59:02 – J. Walker (ENG) | Gledalci: 2,206 |

| 14. maj 2013 | Češka | 7–0 | Norveška | Ericsson Globe, Stockholm |

| Poročilo tekme | Poročilo tekme | Poročilo tekme  | Poročilo tekme | Poročilo tekme  |
| -------------- | --- | --------------- | -------------- | --------------- |
| Začetek: 16:15 | T. Fleischmann (T. Plekanec) (PP) – 01:45 T. Fleischmann (T. Plekanec, J. Tlustý) – 07:18 J. Tlustý (T. Plekanec) – 11:27 M. Hanzal (J. Voráček, J. Hudler) (EA) – 27:56 Z. Michálek (L. Šmíd, P. Hubáček) – 39:59 R. Vrbata (M. Hanzal) – 53:11 Z. Irgl (J. Novotný, P. Hubáček) – 53:32 | (3–0, 2–0, 2–0) |                | Gledalci: 2,769 |

| 14. maj 2013 | Danska | 2–4 | Švedska | Ericsson Globe, Stockholm |

| Poročilo tekme | Poročilo tekme                                                               | Poročilo tekme  | Poročilo tekme | Poročilo tekme   |
| -------------- | ---------------------------------------------------------------------------- | --------------- | --- | ---------------- |
| Začetek: 20:15 | M. Madsen (K. Starkov) – 07:40 K. Starkov (M. Madsen, M. Green) (EA) – 36:04 | (1–0, 1–1, 0–3) | 24:30 – D. Sedin (L. Eriksson, H. Sedin) 40:22 – H. Sedin (L. Eriksson, D. Sedin) 41:36 – M. Thörnberg (O. Lindberg, F. Pettersson) 50:45 – M. Thörnberg (F. Pettersson, A. Edler) | Gledalci: 11,568 |

## Zaključni del
|  | Četrtfinale | Četrtfinale | Četrtfinale |       |        | Polfinale | Polfinale | Polfinale |                 |                 | Finale          | Finale          | Finale |
|  |             |             |             |       |        |           |           |           |                 |                 |                 |                 |        |
|  | H1          | Finska      | 4           |       |        |           |           |           |                 |                 |                 |                 |        |
|  | H4          | Slovaška    | 3           |       |        |           |           |           |                 |                 |                 |                 |        |
|  | H4          | Slovaška    | 3           |       | H1     | Finska    | 0         |           |                 |                 |                 |                 |        |
|  |             |             |             |       | H1     | Finska    | 0         |           |                 |                 |                 |                 |        |
|  |             | S3          | Švedska     | 3     |        |           |           |           |                 |                 |                 |                 |        |
|  | S2          | S3          | Švedska     | 3     | Kanada | 2         |           |           |                 |                 |                 |                 |        |
|  | S2          |             |             |       | Kanada | 2         |           |           |                 |                 |                 |                 |        |
|  | S3          | Švedska     | 3           |       |        |           |           |           |                 |                 |                 |                 |        |
|  |             |             |             |       |        |           |           |           |                 |                 | S3              | Švedska         | 5      |
|  |             |             | S1          | Švica | 1      |           |           |           |                 |                 |                 |                 |        |
|  | S1          | Švica       | 2           |       |        |           |           |           |                 |                 |                 |                 |        |
|  | S4          | Češka       | 1           |       |        |           |           |           |                 |                 |                 |                 |        |
|  | S4          | Češka       | 1           |       | S1     | Švica     | 3         |           | Za tretje mesto | Za tretje mesto | Za tretje mesto | Za tretje mesto |        |
|  |             |             |             |       | S1     | Švica     | 3         |           | Za tretje mesto | Za tretje mesto | Za tretje mesto | Za tretje mesto |        |
|  |             | H3          | ZDA         | 0     |        |           |           |           |                 |                 |                 |                 |        |
|  | H2          | H3          | ZDA         | 0     | Rusija | 3         |           | H1        | Finska          | 2               |                 |                 |        |
|  | H2          |             |             |       | Rusija | 3         |           | H1        | Finska          | 2               |                 |                 |        |
|  | H3          | ZDA         | 8           |       |        |           |           |           |                 |                 | H3              | ZDA             | 3      |

### Četrtfinale
| 16. maj 2013 | Rusija | 3–8 | ZDA | Hartwall Areena, Helsinki |

| Poročilo tekme | Poročilo tekme | Poročilo tekme  | Poročilo tekme | Poročilo tekme  |
| -------------- | --- | --------------- | --- | --------------- |
| Začetek: 13:00 | A. Svitov (S. Sojin, F. Tjutin) – 15:30 A. Ovečkin (S. Varlamov) – 41:33 A. Perežogin (A. Popov, A. Ovečkin) (PP) – 43:40 | (1–2, 0–2, 2–4) | 11:53 – P. Stastny (C. Smith, M. Hunwick) 12:43 – T. J. Oshie (T. Stapleton) 25:45 – N. Thompson (R. Carter) 37:31 – A. Galchenyuk (C. Smith, P. Stastny) 42:55 – R. Carter (SH) 48:11 – J. Trouba (C. Smith, P. Stastny) (PP) 49:56 – D. Moss (C. Smith) 50:07 – P. Stastny (C. Smith, C. Butler) | Gledalci: 5,506 |

| 16. maj 2013 | Švica | 2–1 | Češka | Ericsson Globe, Stockholm |

| Poročilo tekme | Poročilo tekme                                                                                | Poročilo tekme  | Poročilo tekme                                   | Poročilo tekme  |
| -------------- | --------------------------------------------------------------------------------------------- | --------------- | ------------------------------------------------ | --------------- |
| Začetek: 14:45 | D. Hollenstein (S. Blindenbacher, R. Suri) – 05:45 R. Josi (R. Gardner, R. Diaz) (PP) – 33:08 | (1–0, 1–0, 0–1) | 45:29 – Z. Kutlák (T. Plekanec, J. Voráček) (PP) | Gledalci: 2,237 |

| 16. maj 2013 | Finska | 4–3 | Slovaška | Hartwall Areena, Helsinki |

| Poročilo tekme | Poročilo tekme | Poročilo tekme  | Poročilo tekme | Poročilo tekme  |
| -------------- | --- | --------------- | --- | --------------- |
| Začetek: 18:30 | O. Väänänen – 01:31 P. Kontiola (J. Pesonen, J. Aaltonen) – 09:49 P. Kontiola (J. Aaltonen) – 15:44 J. Aaltonen (P. Kontiola, J. Pesonen) – 48:13 | (3–0, 0–2, 1–1) | 25:03 – M. Miklík (B. Mezei, R. Kukumberg) 32:17 – A. Sekera (B. Mezei, L. Hudáček) 40:30 – T. Surový (B. Radivojevič, B. Mezei) | Gledalci: 9,520 |

| 16. maj 2013 | Kanada | 2–3 KS | Švedska | Ericsson Globe, Stockholm |

| Poročilo tekme | Poročilo tekme | Poročilo tekme                    | Poročilo tekme | Poročilo tekme   |
| -------------- | --- | --------------------------------- | --- | ---------------- |
| Začetek: 20:15 | S. Stamkos (S. Robidas, A. Ladd) (PP) – 20:45 C. Giroux (A. Ladd) – 50:50 C. Giroux J. Eberle M. Duchene J. Eberle | (0–0, 1–0, 1–2) (P 0–0) (SO: 0–1) | 45:41 – N. Danielsson (H. Sedin, D. Sedin) (PP) 49:35 – L. Eriksson (N. Danielsson, D. Sedin) (PP) L. Eriksson H. Sedin D. Sedin F. Pettersson | Gledalci: 11,153 |

### Polfinale
| 18. maj 2013 | Finska | 0–3 | Švedska | Ericsson Globe, Stockholm |

| Poročilo tekme | Poročilo tekme | Poročilo tekme  | Poročilo tekme | Poročilo tekme   |
| -------------- | -------------- | --------------- | --- | ---------------- |
| Začetek: 15:00 |                | (0–1, 0–1, 0–1) | 10:33 – L. Eriksson (H. Sedin, D. Sedin) (PP) 36:13 – L. Eriksson (H. Sedin, D. Sedin) (PP) 59:27 – H. Sedin (L. Eriksson, H. Tallinder) (ENG) | Gledalci: 11,674 |

| 18. maj 2013 | Švica | 3–0 | ZDA | Ericsson Globe, Stockholm |

| Poročilo tekme | Poročilo tekme | Poročilo tekme  | Poročilo tekme | Poročilo tekme  |
| -------------- | --- | --------------- | -------------- | --------------- |
| Začetek: 19:00 | N. Niederreiter (M. Plüss) – 30:01 J. Walker (S. Moser, P. Furrer) – 50:11 R. Suri (N. Niederreiter) (ENG) – 59:41 | (0–0, 1–0, 2–0) |                | Gledalci: 7,136 |

### Za tretje mesto
| 19. maj 2013 | Finska | 2–3 KS | ZDA | Ericsson Globe, Stockholm |

| Poročilo tekme | Poročilo tekme | Poročilo tekme                   | Poročilo tekme | Poročilo tekme  |
| -------------- | --- | -------------------------------- | --- | --------------- |
| Začetek: 16:00 | L. Korpikoski (O. Väänänen, M. Granlund) – 48:56 L. Korpikoski (M. Granlund, P. Kontiola) – 52:18 P. Kontiola J. Pesonen L. Korpikoski M. Granlund | (0–2, 0–0, 2–0) (P 0–0) (KS 0–1) | 00:58 – C. Smith (P. Stastny, D. Moss) 15:58 – P. Stastny (J. Trouba, C. Smith) (PP) C. Smith T. J. Oshie A. Galchenyuk A. Galchenyuk | Gledalci: 6,836 |

### Finale
| 19. maj 2013 | Švica | 1–5 | Švedska | Ericsson Globe, Stockholm |

| Poročilo tekme | Poročilo tekme              | Poročilo tekme  | Poročilo tekme | Poročilo tekme   |
| -------------- | --------------------------- | --------------- | --- | ---------------- |
| Začetek: 20:30 | R. Josi (J. Walker) – 04:45 | (1–2, 0–0, 0–3) | 08:42 – E. Gustafsson (F. Pettersson, J. Lundqvist) 11:38 – H. Sedin (PP) 47:13 – S. Hjalmarsson (G. Landeskog) 55:37 – L. Eriksson (H. Sedin) 56:36 – H. Sedin (ENG) | Gledalci: 12,500 |

## Statistika

### Končni vrstni red
|    | Švedska    |
|    | Švica      |
|    | ZDA        |
| 4  | Finska     |
| 5  | Kanada     |
| 6  | Rusija     |
| 7  | Češka      |
| 8  | Slovaška   |
| 9  | Nemčija    |
| 10 | Norveška   |
| 11 | Latvija    |
| 12 | Danska     |
| 13 | Francija   |
| 14 | Belorusija |
| 15 | Avstrija   |
| 16 | Slovenija  |

### Izbori
- Po izboru IIHF:
  - Najboljši vratar::  Jhonas Enroth
  - Najboljši branilec:  Roman Josi
  - Najboljši napadalec:  Petri Kontiola

- Po izboru novinarjev:
  - Vratar:  Jhonas Enroth
  - Branilca:  Roman Josi,  Julien Vauclair
  - Napadalci:  Petri Kontiola,  Paul Stastny,  Henrik Sedin
  - MVP:  Roman Josi

### Najboljši strelci
| Hokejist           | OD | G | P  | Toč | +/− | KM | Pol |
| ------------------ | -- | - | -- | --- | --- | -- | --- |
| Petri Kontiola     | 10 | 8 | 8  | 16  | +6  | 8  | F   |
| Paul Stastny       | 10 | 7 | 8  | 15  | +7  | 6  | F   |
| Craig Smith        | 10 | 4 | 10 | 14  | +5  | 18 | F   |
| Ilja Kovalčuk      | 8  | 8 | 5  | 13  | +5  | 29 | F   |
| Steven Stamkos     | 8  | 7 | 5  | 12  | +6  | 6  | F   |
| Juhamatti Aaltonen | 10 | 4 | 7  | 11  | +3  | 4  | F   |
| Aleksander Radulov | 8  | 5 | 5  | 10  | +4  | 4  | F   |
| Loui Eriksson      | 10 | 5 | 5  | 10  | +4  | 0  | F   |
| Henrik Sedin       | 4  | 4 | 5  | 9   | +4  | 2  | F   |
| Roman Josi         | 10 | 4 | 5  | 9   | +2  | 4  | D   |

### Najboljši vratarji
| Vratar         | MNL    | PG | OGT  | OS  | %OS   | SO |
| -------------- | ------ | -- | ---- | --- | ----- | -- |
| Jhonas Enroth  | 418:29 | 8  | 1.15 | 183 | 95.63 | 2  |
| John Gibson    | 308:00 | 8  | 1.56 | 164 | 95.12 | 1  |
| Mike Smith     | 255:00 | 7  | 1.65 | 126 | 94.44 | 1  |
| Rob Zepp       | 302:05 | 9  | 1.79 | 153 | 94.12 | 2  |
| Ondřej Pavelec | 296:36 | 7  | 1.42 | 112 | 93.75 | 1  |